# Dascăl prost
Dascăl prost este o operă literară scrisă de Ion Luca Caragiale. 